# Гормлайх інген Фланн Сінна
Гормлайх інген Фланн Сінна (ірл. Gormflaith ingen Flann Sinna, 870—948) — королева Тари (Ірландія).

## Походження і родина
Гормлайх інген Фланн Сінна була дочкою верховного короля Ірландії на ймення Фланн Сінна (ірл. Flann Sinna, 847—916) — правив у 879—916 роках.
Мати — Гормлайх інген Фланн мак Конайнг (ірл. Gormlaith ingen Flann mac Conaing) з королівства Брега, дочка короля Фланна мак Конайнг.
Брати і сестри були:
- Доннхад Донн (ірл. Donnchad Donn) — брат.
- Енгус мак Флан Сінна (ірл. Óengus mac Flann Sinna) — брат (помер 915).
- Маел Руанайд мак Фланн Сінна (ірл. Máel Ruanaid mac Flann Sinna), убитий в 901 році.
- Доннелл мак Фланн Сінна (ірл. Donnell mac Flann Sinna) — брат — король Міде у 919—921 роках.
- Лігах інген Фланн Сінна (ірл. Lígach ingen Flann Sinna) — сестра — померла у 923 році.
- Конхобар мак Фланн Сінна (ірл. Conchobar mac Flann Sinna) — король Міде у 916—919 роках.
- Аед мак Фланн Сінна (ірл. Áed mac Flann Sinna) — брат — осліплений за наказом короля Доннхада Донна (ірл. Donnchad Donn) у 919 році.
- Кербалл мак Фланн Сінна (ірл. Cerball mac Flann Sinna) — брат.
- Муйргел інген Фланн Сінна (ірл. Muirgel ingen Flann Sinna) — брат — помер у 928 році.

## Королева Манстеру
Гормлайх інген Фланн Сінна була послідовно королевою (співправительнецею свого чоловіка-короля) королівств Манстер, Ленстер та королевою Тари. Титул «король Тари» означав «верховний король Ірландії». Тара — давня столиця Ірландії. У VIII–IX століттях Тара була давно зруйнована і була просто священним пагорбом, що нагадував про давню столицю. Але землі навколо Тари — королівство Міде вважалося особистими володіннями верховного короля Ірландії. І той, хто ними володів, претендував на трон верховних королів Ірландії.
Гормлайх інген Фланн Сінна була одружена з королем Манстеру Кормаком мак Куйленнайном (ірл. Cormac mac Cuilennáin). Цей король регіонального васального королівства південно-західної частини Ірландії крім того, що був королем теоретично васального, а практично незалежного королівства Манстер, був одночасно єпископом і як єпископ мав обітницю безшлюбності. Його шлюб з Гормлайх інген Фланн мав політичний характер — король Манстеру планував стати володарем всієї Ірландії. Шлюб фактично був фіктивним. Мак Шамран (ірл. Mac Shamhran) пише, що «цей шлюб був фікцією. Цікавим є те, що королева Гормлайх мала трьох чоловіків як і одна міфічна богиня».

## Королева Ленстеру
Король Манстеру Кормак мак Куйленнайн загинув в битві під Белах Мугна (ірл. Bealach Mugna) у 908 році. Він воював проти альянсу верховного короля Ірландії на ймення Фланн Сінна та короля Ленстеру Кербалла мак Муйрекайна (ірл. Cerball mac Muirecáin). Після цієї події Гормлайх одружилася з королем Ленстеру Кербалла мак Муйрекайна. Але він погано ставився до неї і вона повернулась до свого батька — верховного короля Ірландії.

## Політичні інтриги
Мак Шамран пише, що шлюб Гормлайх та короля Кербалла мак Муйрекайна зміцнив королівство Ленстер та його вплив. Про цей шлюб позитивно пишуть літописи королівства Ленстер. Але літописи Ленстера пишуть, що Гормлайх здійснювала інтриги від імені короля. Її звинувачують у смерті Келлаха Кармайна (ірл. Cellach Carmain) — короля маленького васального королівства Ві Муйрдайг (ірл. Ui Muirdaig) та вождя клану Ві Майрдайг. Також звинувачують Гормлайх у смерті дружини Келлаха Кармайна — Айлленн (ірл. Aillenn). Судячи по всьому вони були суперниками і ворогами її чоловіка. Очевидно в ті роки був альянс двох ірландських кланів — Холмайн (ірл. Cholmain) та Ві Фелайн (ірл. Ui Faelain).
О'Кройнін (ірл. Ó Cróinín), посилаючись на вірш поета Келла Хорббайна (ірл. Cell Chorbbáin), написаного близько 909 року, пише, що Гормлайх була відповідальна за смерть Келлаха Кармайна та його дружини. Війна між кланами і вбивства вождів кланів були звичними подіями в тогочасній Ірландії. Судячи по всьому, Келлах Кармайн був організатором змови проти короля Ленстеру і сам хотів посісти трон. О'Кройнін далі пише, що в той час було порушено успадкування посади вождя в клані Ві Дуйнлайнге (ірл. Ui Dunlainge) і одночасно кілька династичних ліній були усунуті з успадкування посади вождя клану Ві Муйрдайг.

## Королева Тари
Після смерті короля Кербалла мак Муйрекайна у 909 році Гормлайх вийшла заміж за Ніалла Глундуба (ірл. Niall Glúndub). Судячи по всьому, цей шлюб був теж політичним і фіктивним, бо Ніалл Глундуб був її зведеним братом. Він помер у 919 році, належав до династії О'Нейллів з північної Ірландії.

## Після шлюбів
Літопис Клонмакнойса стверджує, що після смерті Ніалла Глундуба королева Гормлайх впала у цілковитий відчай, кинула дім, втратила все, стала жебрачкою і пішла блукати по Ірландії. Вона була поетесою — писала вірші, читала їх людям і цим заробляла собі на хліб. Проте літопис Ольстера стверджує, що вона померла черницею в монастирі.

## Поетеса
Літописи повідомляють, що Гормлайх була поетесою і написала велику кількість віршів, в тому числі голосіння за своїм чоловіком Кербаллом мак Муйрекайном, голосіння за своїм чоловіком Ніаллом Глундубом, але ніколи не писала нічого про Кормака мак Куйленнайна, якого, судячи по всьому, зненавиділа.